# Димитровче
Димитро́вче (болг. Димитровче) — село в Хасковській області Болгарії. Входить до складу общини Свиленград.

## Населення
За даними перепису населення 2011 року у селі проживали 214 осіб.
Національний склад населення села:
| Національність   | Кількість осіб | Відсоток |
| ---------------- | -------------- | -------- |
| болгари          | 175            | 81,8%    |
| цигани           | 35             | 16,4%    |
| Всього відповіли | 214            |          |

Розподіл населення за віком у 2011 році:
Динаміка населення: